# Fred Jüssi

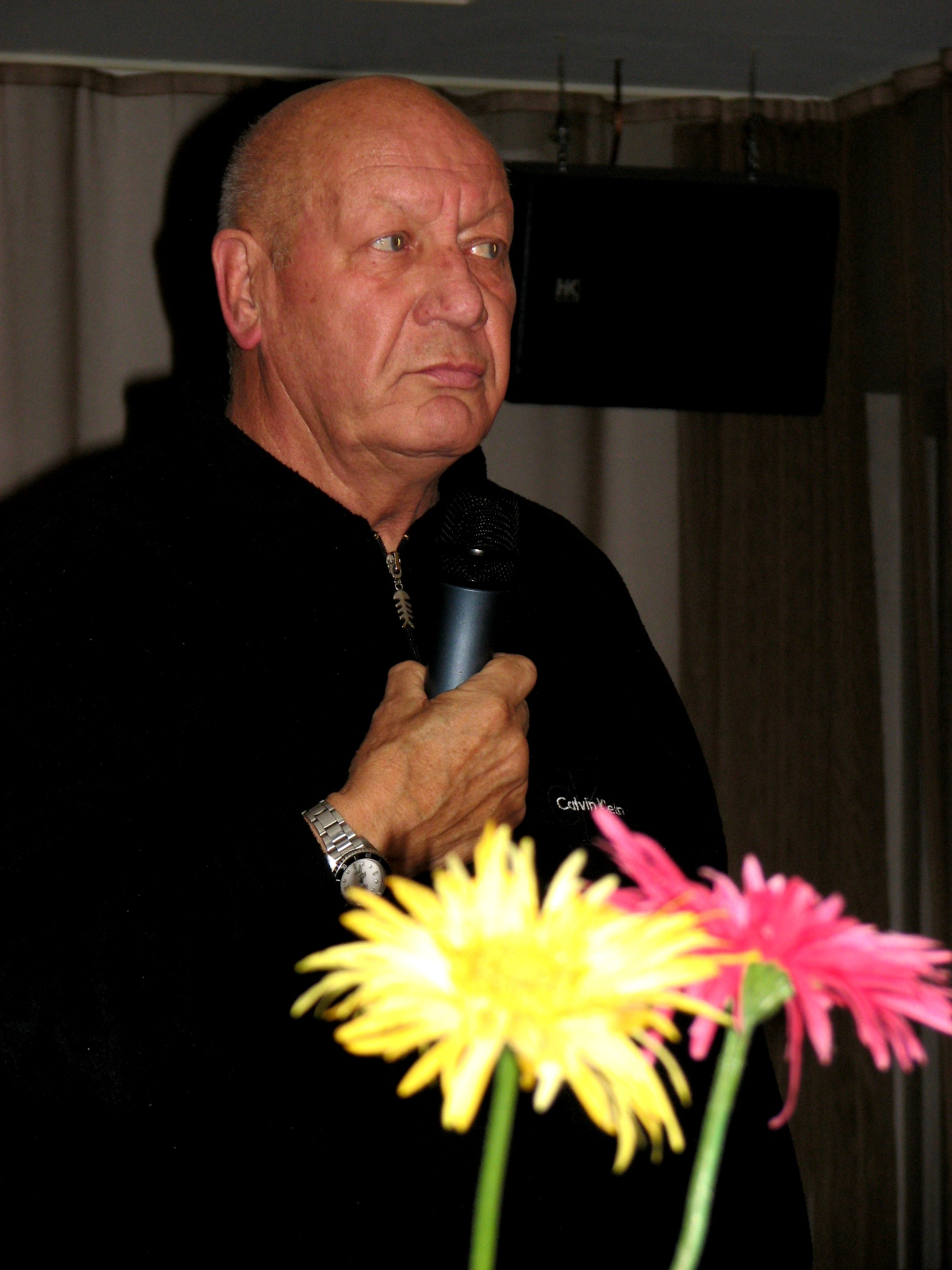
Fred Jüssi vystupuje v restauraci Novell v Tallinnu v roce 2010

Fred Jüssi (29. ledna 1935 Aruba – 1. prosince 2024) byl estonský biolog, spisovatel a fotograf přírody.

## Životopis
Jüssi se narodil na Arubě v Nizozemských Antilách, kde jeho otec pracoval pro venezuelskou ropnou společnost. Jeho rodina se vrátila do Estonska a usadila se v Tallinnu, když byly Fredovi 3 roky. Po dokončení střední školy v Tallinnu studoval biologii a zoologii na univerzitě v Tartu, kterou ukončil v roce 1958. Pracoval jako učitel ve škole (od roku 1958 do roku 1960 v Emmaste, Hiiumaa ), jako inspektor ochrany přírody (1962–1975),  rozhlasový moderátor Eesti Raadio, spisovatel na volné noze a aktivista v oblasti ochrany přírody.  V Eesti Raadio vedl v letech 1976 až 1986 program Looduse aabits (ABC kniha přírody). 
V říjnu 1980 byl Jüssi signatářem Dopisu 40 intelektuálů, veřejného dopisu, ve kterém čtyřicet prominentních estonských intelektuálů bránilo estonský jazyk a protestovalo proti rusifikační politice Kremlu v Estonsku. Signatáři také vyjádřili své znepokojení nad republikovou vládou, která tvrdě řešila protesty mládeže v Tallinnu, které byly vyvolány o týden dříve kvůli zákazu veřejného vystoupení punkrockové skupiny Propeller. 
Na začátku 90. let byl několik let prezidentem Estonského přírodního fondu. Jüssi publikoval řadu knih, článků a zvukových nahrávek souvisejících s přírodou.  Byl prvním držitelem ceny Eerika Kumari, která mu byla udělena v roce 1989.
Jüssi byl pravděpodobně nejvlivnější osobou v Estonsku zabývající se psaním, přednáškami a popularizací přírody.
Fred Jüssi zemřel 1. prosince 2024 ve věku 89 let.